# Langgam (plaats)
Langgam is een bestuurslaag in het regentschap Pelalawan van de provincie Riau, Indonesië. Langgam telt 3610 inwoners (volkstelling 2010).